# Fêtes et jours fériés au Mexique
Les fêtes et jours fériés au Mexique sont l'ensemble des fêtes religieuses et civiles du pays.
Lorsqu'un jour férié tombe un dimanche, le lundi est considéré comme un jour férié ; si un jour férié tombe un samedi, le vendredi est considéré comme un jour férié.
| Date                    | Nom                                                  | Nom                                                    | Remarques                                                                                                   |
| Date                    | Traduction                                           | Nom local                                              | Remarques                                                                                                   |
| ----------------------- | ---------------------------------------------------- | ------------------------------------------------------ | --- |
| 1er janvier             | Jour de l'an                                         | Año nuevo                                              | |
| 6 janvier               | Épiphanie                                            | Día de los santos Reyes                                | |
| 2 février               | Chandeleur                                           | Día de la Candelaria                                   | |
| 1er lundi de février    | Proclamation de la Constitution                      | Proclamación de la Constitución de 1917                | En commémoration du 5 février 1917 Troisième constitution, toutefois amendée depuis                         |
| 19 février              | Jour de l'armée                                      | Día del ejército                                       | |
| 24 février              | Jour du Drapeau                                      | Día de la Bandera                                      | Hommage au drapeau mexicain par le Président et l'armée                                                     |
| Février (variable)      | Carnaval                                             |                                                        | |
| 3e lundi de mars        | Anniversaire du Président Benito Juárez (né en 1806) | Aniversario del nacimiento de Benito Juárez            | En commémoration du 21 mars 1806                                                                            |
|                         | Équinoxe de printemps                                |                                                        | |
| mars - avril (variable) | Jeudi et vendredi saints.                            |                                                        | Seul le vendredi saint est férié                                                                            |
| 1er mai                 | Jour du Travail                                      | Día del trabajo                                        | |
| 5 mai                   | Anniversaire de la Bataille de Puebla                | Aniversario de la Batalla de Puebla (ou Cinco de Mayo) | Victoire à Puebla sur les troupes d'invasion françaises, première victoire en tant que Mexique indépendant. |
| 10 mai                  | Jour des mères                                       | Día de las madres                                      | |
| 13 août                 | Chute de Mexico                                      |                                                        | Commémoration informelle de la chute de Mexico aux mains d'Hernán Cortés                                    |
| 1er septembre           | Rapport annuel du président au Congrès de l'Union    | Informe presidencial                                   | |
| 16 septembre            | Jour de l'indépendance                               | Día de la Independencia                                | Les festivités commencent le soir du 15                                                                     |
| 21 septembre            | Équinoxe d'automne                                   |                                                        | |
| 1er octobre             | Transmission du pouvoir exécutif fédéral.            | Transmisión del Poder Ejecutivo Federal                | Tous les 6 ans.                                                                                             |
| 12 octobre              | Jour de la Race                                      | Día de la Raza                                         | Célébration de la découverte de l'Amérique et du mélange des peuples                                        |
| 1er novembre            | Toussaint                                            | Día de Todos los Santos                                | Jour de tous les Saints                                                                                     |
| 2 novembre              | Jour des morts                                       | Día de los Muertos                                     | Fête des morts adultes                                                                                      |
| 3e lundi de novembre    | Jour de la révolution de 1910                        | Día de la Revolución                                   | En commémoration du 20 novembre 1910                                                                        |
| 12 décembre             | Fête de la Vierge Notre Dame de Guadalupe            |                                                        | |
| 25 décembre             | Noël                                                 | Navidad                                                | Las Posadas : 9 soirées festives précèdent Noël, coutume plus habituelle du sud du pays                     |
| variable                | Fête des 15 ans                                      |                                                        | Fête du passage des jeunes filles à l'âge adulte                                                            |